# Athens (Alabama)
Athens è un comune degli Stati Uniti d'America situato nella Contea di Limestone dello Stato dell'Alabama.